# Abantiades
Pour le peuple grec mythique, voir Abantes.
Genre

Abantiades est un genre de papillons de nuit de la famille des Hepialidae. En 2018 (Thomas Simonsen), 37 espèces étaient répertoriées et exclusivement présentes en Australie. Le genre comprend de grandes espèces avec une envergure atteignant 160 mm. Leurs larves se nourrissent de feuilles d'eucalyptus et d'autres arbres.

## Liste des espèces
Selon GBIF (30 décembre 2023) :
- Abantiades albofasciatus (Swinhoe, 1892)
- Abantiades antenniochrus Moore, 2014
- Abantiades aphenges (Turner, 1904)
- Abantiades argentangulum Moore & Edwards, 2014
- Abantiades argentata (Tindale, 1932)
- Abantiades argyrosticha (Turner, 1929)
- Abantiades atripalpis (Walker, 1856)
- Abantiades aurilegulus Tindale, 1932
- Abantiades barcas (Pfitzner, 1914)
- Abantiades barnardi (Tindale, 1941)
- Abantiades centralia Moore & Beaver, 2020
- Abantiades cephalocorvus Moore & Beaver, 2020
- Abantiades concordia Moore & Beaver, 2022
- Abantiades equipalpus Moore, 2014
- Abantiades fulvomarginatus Tindale, 1932
- Abantiades furva (Tindale, 1932)
- Abantiades horakae Simonsen, 2018
- Abantiades hutchinsoni Moore & Beaver, 2020
- Abantiades hyalinatus (Herrich-Schäffer, 1853) — Sud du Queensland à la Tasmanie
- Abantiades hydrographus (Felder, 1874)
- Abantiades inexpecta Simonsen, 2018
- Abantiades karnka (Tindale, 1941)
- Abantiades kayi Moore & Beaver, 2020
- Abantiades kristenseni Simonsen, 2018
- Abantiades labyrinthicus (Donovan, 1805) — Côte est, sud du Queensland à la Tasmanie
- Abantiades latipennis Tindale, 1932 — Pindi Moth (Victoria et Tasmanie)
- Abantiades leucochiton (Pfitzner, 1914)
- Abantiades lineacurva Moore & Edwards, 2014
- Abantiades macropusinsulariae Simonsen, 2018
- Abantiades magnificus (Lucas, 1898) — Est du Victoria et Nouvelle-Galles du Sud
- Abantiades malleus Moore & Beaver, 2022
- Abantiades marcidus Tindale, 1932
- Abantiades mcquillani Simonsen, 2018
- Abantiades moesta (Tindale, 1932)
- Abantiades mysteriella Simonsen, 2018
- Abantiades neglecta Simonsen, 2018
- Abantiades obscura Simonsen, 2018
- Abantiades ocellatus Tindale, 1932
- Abantiades pallida Simonsen, 2018
- Abantiades paradoxa (Tindale, 1932)
- Abantiades penneshawensis Moore & Beaver, 2021
- Abantiades pica (Tindale, 1932)
- Abantiades rubrus Moore & Beaver, 2021
- Abantiades sericatus Tindale, 1932
- Abantiades sui Simonsen, 2018
- Abantiades tembyi Moore & Beaver, 2020
- Abantiades zonatriticum Moore & Beaver, 2020
- Trictena atripalpis Walker, 1856

## Systématique
Le nom valide complet (avec auteur) de ce taxon est Abantiades Herrich-Schäffer, 1855.
Abantiades a pour synonymes :
- Bordaia Tindale, 1932
- Bordaja Tindale, 1932
- Pielus Walker, 1856
- Rhizopsyche Scott, 1864
- Trictena Meyrick, 1890
- Tristena Pagenstecher, 1909